# غرناطة (كولورادو)
غرناطة (بالإنجليزية: Granada)‏ هي بلدة تقع في مقاطعة برويرز، كولورادو بولاية كولورادو في الولايات المتحدة. تبلغ مساحتها 1.9 (كم²)، وترتفع عن سطح البحر 1062 م، بلغ عدد سكانها 640 نسمة في عام 2000 حسب إحصاء مكتب تعداد الولايات المتحدة وتصل الكثافة السكانية فيها 336.8 نسمة/كم2.

## وصلات خارجية
- The US50 - Cities and Towns in Colorado State
- Colorado Cities and Towns, Facts, Map, Flag, Colleges, Government, and More